# Mtarfa
Mtarfa (officiële naam L-Imtarfa) is een kleine plaats en gemeente in het noorden van Malta. Het ligt vlak bij Rabat en Mdina en heeft een inwoneraantal van 2396 (november 2005).

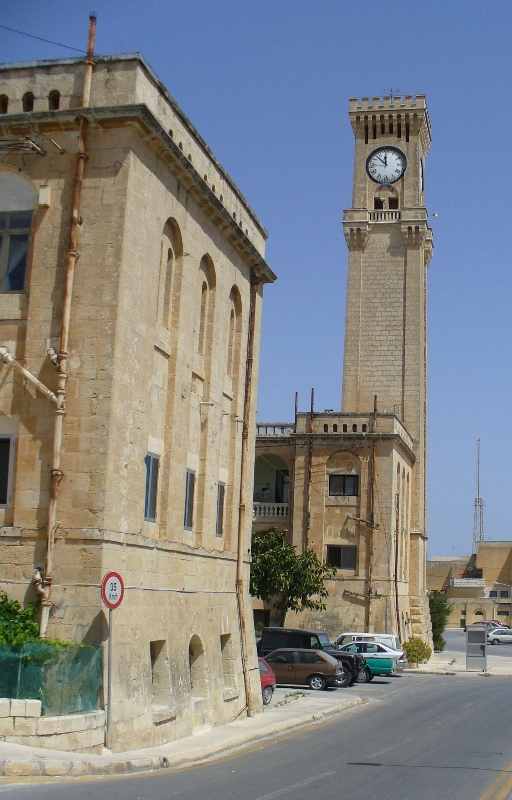
De klokkentoren van Mtarfa

Sporen in deze regio wijzen op bewoning vanaf de Romeinse Tijd. In 1890 werden in Mtarfa kazernes gebouwd; tijdens de Tweede Wereldoorlog werd hieraan een militair hospitaal toegevoegd waarin zich tegenwoordig een middelbare school bevindt. De klokkentoren van Mtarfa, die in 1895 gebouwd werd, is te zien in de wijde omgeving.
De jaarlijkse festa van Mtarfa vindt plaats op 13 december. Dit dorpsfeest wordt gevierd ter ere van de beschermheilige van het dorp, Lucia van Syracuse.

## Geboren in Mtarfa
- David Millar (1977), Schots wielrenner